# Abantiades
Abantiades és el nom dels descendents d'Abas, llegendari dotzè rei d'Argos, però generalment s'aplica a Perseu, besnet d'Abas, i a Acrisi, fill d'Abas.